# Free Guy
Free Guy är en amerikansk action-komedifilm från 2021. Filmen är regisserad av Shawn Levy, med manus skrivet av Matt Lieberman och Zak Penn.
Filmen hade premiär i Sverige den 13 augusti 2021, utgiven av 20th Century Studios.

## Handling
I "open world"-spelet Free City, en sammanslagning av Grand Theft Auto och Fortnite, får man följa Guy (Reynolds) som är en icke spelbar karaktär (NPC) som arbetar som bankbiträde. Tack vare kod som utvecklats av programmerarna Milly (Comer) och Keys (Keery), och som har blivit infogad i Free City av utgivaren Antoine (Waititi), blir Guy medveten om att hans värld är ett dataspel och bestämmer sig för att göra sig själv till hjälten och tävla mot tiden för att rädda spelet innan utvecklarna stänger ner det.

## Rollista (i urval)
| - Ryan Reynolds – Guy - Taika Waititi – Antoine - Jodie Comer – Milly / Molotov-tjej - Utkarsh Ambudkar – Mouser - Joe Keery – Keys - Camille Kostek – Beauty - Lil Rel Howery – Buddy - Aaron W Reed – Dude - Britne Oldford – Missy - Owen Burke – Bankrånare #2 | - Matty Cardarople – Gamer - Tait Fletcher – Viking Warrior / Security - Leah Procito – Bankbiträde - Kayla Rae Vesce – Ökensoldat - Sophie Levy – Big City Dreamer - Heidi Garrow – Avatar / NPC - Kayla Caulfield – Soonami Tech - Lizzie Havoc – Avatar - Janelle Feigley – Joggare - Lin Hultgren – Ej spelbar karaktär |

## Släpp
Free Guy släpptes i Sverige den 11 augusti 2021 och i USA den 13 augusti samma år. Filmen var ursprungligen planerad att släppas den 3 juli 2020, men försenades på grund av COVID-19-pandemin.